# Francine de Martinoir
Pour les articles homonymes, voir Martinoir.
Francine de Martinoir, née en 1933, est une autrice française de romans, d’essais et de biographies.

## Biographie
Née à Damas (Syrie), Francine de Martinoir passe son enfance et sa jeunesse à Marseille où elle étudie au lycée Longchamp puis en khâgne au lycée Thiers. Après son agrégation de lettres classiques, elle part de 1957 à 1959 à Alger (Algérie), comme professeur de français. Elle enseigne par la suite en hypokhâgne et khâgne au lycée Condorcet à Paris.
Critique littéraire, elle écrit pendant plusieurs années des articles pour La Nouvelle Revue française, puis pour La Quinzaine littéraire et la revue Etudes. Elle collabore régulièrement aux pages littéraires de La Croix.
Avec Laurent Hallier, elle dirige jusqu’en 2023 la collection Voix intérieures aux Éditions du Rocher - Desclée de Brouwer.
Elle est membre du jury du Prix Fénéon.

## Œuvre
- Née Rostopchine, Gallimard, 1980[2]
- Un été à Mazargues, Maurice Nadeau, 1984
- Arrêt sur image, Gallimard/ le Chemin, 1986 - Prix de l'Académie de Bretagne
- Marie Susini et le silence de Dieu, Gallimard, 1989
- Marseille, Editions Champ Vallon, 1989 - Grand Prix de Provence
- La bazarette, Payot, 1990[3]
- Le dernier été russe, Éditions de l’Olivier, 1991
- Le Diable amoureux, Le Seuil, 1992
- Près de Brian, Mercure de France, 1993[4]
- Mathilde et Eugénie, deux cousines pour un empereur, Critérion, 1993
- Catherine de Gênes ou la Joie du Purgatoire, JC Lattès, 1995[5]
- La Littérature occupée, Hatier, 1996
- Les égarements d'Herminie, Editions du Rocher, 1997
- Classe Terminale, Editions du Rocher, 1998
- Catherine de Sienne ou la traversée des apparences, Editions du Rocher, 1999[6]
- Véronique revient, Editions du Rocher, 2003
- La mort jardine, Editions du Rocher, 2006
- La Frissonnière, Editions du Rocher, 2008
- L'Aimé de juillet, Editions Jacqueline Chambon, 2009[7],[8],[9],[10] - Prix Anna de Noailles 2010
- Madame Swetchine ou le Ciel d’ici, Cerf, 2011[11]
- Le Feu aux Tuileries, Editions Jacqueline Chambon, 2014[12]
- Elena Ferrante, l'amie merveilleuse, Guêpine éditions, 2023